# 合肥客运中心站
合肥客运中心站，为中国安徽省合肥市的一个汽车站。该站位于龙川路与庐州大道交叉口，与合肥南站北广场相邻。合肥客运中心站目前是安徽省最大的汽车站。

## 历史
合肥客运中心站于2012年12月27日开工，2016年竣工。2016年1月18日，合肥客运中心站正式运营。

## 站房
合肥客运中心站建筑面积6万平方米，负一层为落客区，地上一层、二层为候车大厅，三层为停车场。

## 班线
合肥客运中心站省际班线目的地有河南、山西、浙江、江苏、福建、湖北、山东、河北等省城市，省内班线包括芜湖、马鞍山、蒙城等安徽省内城市。